# LG Hockey Games 2007
Hokejový turnaj byl odehrán od 8.2.2007 - do 11.2.2007 v Stockholmu. Utkání Rusko - Finsko bylo odehráno v Mytišči.

## Výsledky a tabulka
|    |         | SWE     | RUS    | CZE    | FIN    | V | VP | PP | P | Skóre | B |
| 1. | Švédsko | Švédsko | 6:2    | 6:1    | 1:0    | 3 | 0  | 0  | 0 | 13:3  | 9 |
| 2. | Rusko   | 2:6     | Rusko  | 3:2 SN | 4:3 PP | 0 | 2  | 0  | 1 | 9:11  | 4 |
| 3. | Česko   | 1:6     | 2:3 SN | Česko  | 5:0    | 1 | 0  | 1  | 1 | 8:9   | 4 |
| 4. | Finsko  | 0:1     | 3:4 PP | 0:5    | Finsko | 0 | 0  | 1  | 2 | 3:10  | 1 |

 Švédsko -  Česko 6:1 (2:0, 2:1, 2:0)
8. února 2007 - Stockholm

Branky  Švédsko: 12:14 Hallberg, 16:32 Wallin, 36:27 Ölvestad, 37:16 Warg, 57:59 Hörnqvist, 59:44 Hannula 

Branky  Česko: 33:22 Jaroslav Balaštík

Rozhodčí: Partanen (FIN) - Carlman, Lyth (SWE)

Vyloučení: 7:6 (2:1)

Diváků: 8 232
Švédsko: Henriksson - Akerman, Tärnström, Sandström, Hallberg, K. Jönsson, Lindgren, M. Johansson,Fernholm - Warg, Wallin, Berglund - Hörnqvist, Davidsson, Bremberg - Martensson, Bäckström, Emvall - Hannula, J. Jönsson, Ölvestad.
Česko: Trvaj - Hrabal, Barinka, Hamr, Čáslava, Platil, Blaťák - Bednář, J. Marek, P. Hubáček - Balaštík, Hrdina, Rosa - Irgl, J. Straka, Pletka - Netík, Skuhravý, Kohn (23. Huml).

 Rusko -  Finsko 4:3 PP (0:1, 0:2, 3:0 - 1:0)
8. února 2007 - Mytišči

Branky  Rusko: 42:50 I. Nikulin, 43:59 Kajgorodov, 51:44 Volkov, 64:27 Kurjanov 

Branky  Finsko: 10:37 Aalto, 22:42 Hirschovits, 25:54 Hirschovits.

Rozhodčí: Homola (CZE) - Birin, Medvěděv (RUS)

Vyloučení: 5:8 (2:1, 0:1)
Rusko: Barulin - Kornějev, Kolcov, I. Nikulin, Kondratěv, Grebeškov, Bělov, Vorobjov, D. Bykov - Paršin, Mozjakin, Něprjajev - Simjakov, Kuljomin, But - Kurjanov, Kajgorodov, Volkov -
Ščastlivyj, Koňkov, Mirnov - Antipov.
Finsko: Noronen - Marko Kiprusoff, Vallin, Aalto, Berg, Mäntylä, Puistola, Marttinen, Niskala - Kuhta, Valtonen, Pirnes - Leino, Bergenheim, Koskenkorva - Haataja, Hentunen, Rita - Pesonen,Saarenheimo, Hirschovits.

 Česko -  Finsko 5:0 (2:0, 1:0, 2:0)
10. února 2007 - Stockholm

Branky  Česko: 0:54 Ladislav Kohn, 19:58 Josef Straka, 35:00 Pavel Rosa, 41:18 Jan Hrdina, 59:59 Zbyněk Irgl.

Branky  Finsko: nikdo

Rozhodčí: T. Andersson - Winge, Nilsson (SWE)

Vyloučení: 4:7 (2:0) + Mäntylä (FIN) na 10 min.

Diváků: 6 829
Česko: Pinc - Platil, Barinka, Hamr, Čáslava, Čutta, Blaťák - Irgl, J. Marek, P. Hubáček - Bednář, J. Straka, Kohn - Balaštík, Hrdina, Rosa - Čermák, Huml, Netík.
Finsko: Wallinheimo - Puistola, Niskala, Kiprusoff, Berg, Mäntylä, Aalto, Vallin, Marttinen - Hentunen, Pirnes, Kuhta - Kallio, Leino, Pesonen - Rita, Hirschovits, Bergenheim - Haataja, Saarenheimo, Koskenkorva.

 Švédsko -  Rusko 6:2 (2:0, 1:2, 3:0)
10. února 2007 - Stockholm

Branky  Švédsko: 2:25 M. Johansson, 7:41 Thönberg, 23:00 Bremberg, 45:03 Fernholm, 45:53 Davidsson, 54:33 Martensson 

Branky  Rusko: 26:52 Kuljomin, 28:04 Ščastlivyj.

Rozhodčí: Minář (CZE) - Karlberg, Takula (SWE)

Vyloučení: 10:8 (2:0, 2:0)

Diváků: 12 125
Švédsko: Gistedt - Sandström, Hallberg, K. Jönsson, Lindgren, M. Johansson, Fernholm, Akerman, Tärnström - Thörnberg, Martensson, Emvall - Hannula, J. Jönsson, Ölvestad - Hörnqvist,
Davidsson, Bremberg - Martensson, Bäckström, Emvall - Warg, Wallin, Berglund.
Rusko: Barulin - Bělov, Grebeškov, D. Bykov, Kolcov, I. Nikulin, Kornějev, Vorobjov , Kondratěv - Antipov, Ščastlivyj, But - Mirnov, Kurjanov, Mozjakin - Volkov, Kajgorodov, Simakov -
Kuljomin, Něprjajev, Koňkov.

 Česko -  Rusko 2:3  SN  (0:0, 2:1, 0:1 - 0:0)
11. února 2007 - Stockholm

Branky  Česko: 21:34 Jaroslav Bednář, 26:43 Jan Platil

Branky  Rusko: 33:26 Kurjanov, 48:28 Kuljomin, rsn. D. Bykov.

Rozhodčí: Rönnmark - Svensson, Sabelström (SWE)

Vyloučení: 9:5 (1:0)

Diváků: 2 000
Česko: Pinc - Platil, Barinka, Hamr, Čáslava, Čutta, Blaťák - Irgl, J. Marek, P. Hubáček - Bednář, J. Straka, Kohn - Balaštík, Huml, Rosa - Čermák, Skuhravý, Netík.
Rusko: Jeremenko - Bělov, Grebeškov, D. Bykov, Kolcov, I. Nikulin, Kornějev, Vorobjov, Kondratěv - Antipov, Ščastlivyj, But - Mirnov, Kurjanov, Mozjakin - Volkov, Kajgorodov, Simakov - Kuljomin, Něprjajev, Koňkov.

 Švédsko -  Finsko 1:0 (0:0, 1:0, 0:0)
11. února 2007 - Stockholm

Branka  Švédsko: 38:08 Martensson

Branka  Finsko: nikdo

Rozhodčí: Minář (CZE) - Karlberg, Ulriksson (SWE)

Vyloučení: 8:9 (1:0)
Švédsko: Henriksson - M. Johansson, Fernholm, Akerman, Tärnström, Sandström, Hallberg, K. Jönsson,Lindgren - Hannula, J. Jönsson, Ölvestad - Warg, Wallin, Berglund - Hörnqvist, Davidsson, Bremberg - Thörnberg, Martensson, Emvall.
Finsko: Noronen - Marttinen, Niskala, Puistola, Berg, Aalto, Mäntylä, Vallin - Hentunen, Pirnes,Pesonen - Kallio, Leino, Kuhta - Rita, Hirschovits, Bergenheim - Valtonen, Saarenheimo,
Koskenkorva - Haataja.